# Paramendozavilita
La paramendozavilita és un mineral de la classe dels sulfats. Rep el seu nom per la seva estreta relació amb la mendozavilita.

## Característiques
La paramendozavilita és un molibdat de fórmula química NaAl₄Fe₇(PO₄)₅(PMo₁₂O40)(OH)16·56H₂O. Cristal·litza en el sistema monoclínic o triclínic, formant cristalls, en revestiments. La seva duresa a l'escala de Mohs és 1, sent un mineral molt tou.
Segons la classificació de Nickel-Strunz, la paramendozavilita pertany a «07.GB - Molibdats, wolframats i niobats, amb anions addicionals i/o H₂O» juntament amb els següents minerals: lindgrenita, szenicsita, cuprotungstita, UM1999-38-WO:CrV, fil·lotungstita, rankachita, ferrimolibdita, anthoinita, mpororoïta, obradovicita-KCu, mendozavilita-NaFe i tancaïta-(Ce).

## Formació i jaciments
Es troba a la zona oxidada de bretxa pegmatítica en granodiorita que conté molibdè. Sol trobar-se associada a altres minerals com: mendozavilita, biotita i kaolinita. Va ser descoberta l'any 1986 a Cumobabi, al districte de La Verde, Municipi de Moctezuma (Sonora, Mèxic). També ha estat descrita a la mina Rustler, al districte de Gold Hill (Utah, Estats Units).